# Holland-Klasse (1898)
Die Holland-Klasse  war eine Schiffsklasse von sechs Geschützten Kreuzern der Koninklijke Marine der Niederlande.

## Konstruktionsgeschichte
Die Vorlage der Holland-Klasse war die britische Apollo-Klasse. Die ersten drei Schiffe (Baulos 1) hatten eine Standardverdrängung von 3.900 t, waren 93,3 m lang, 14,8 m breit und hatten einen Tiefgang von 5,41 m.  Die folgenden drei Schiffe (Baulos 2) waren 94,7 m lang, wodurch sich die Verdrängung auf 4.033 t erhöhte. Bauwerften für jeweils zwei Schiffe waren die Rijkswerf in Amsterdam, die NV Koninklijke Maatschappij De Schelde in Vlissingen und die Nederlandsche Stoomboot Maatschappij in Rotterdam.

## Maschinenanlage
Die Antriebsanlage der Holland-Klasse bestand aus zwei dreizylindrigen Verbunddampfmaschinen mit dreifacher Dampfdehnung, welche über je eine Antriebswelle die beiden Schrauben antrieb. Die Maschinen leisteten 10.000 PS (ca. 7.500 kW). Damit konnte eine Höchstgeschwindigkeit von bis zu 20 kn (etwa 37 km/h) erreicht werden. Es konnten 875 t Kohle gebunkert werden, mit denen bei 9,7 kn eine Reichweite von 4.500 sm erreicht werden konnte.

## Panzerung
Die Holland-Klasse verfügte über eine 5 cm starke Deckpanzerung. Zudem waren die Geschütze mit einem 13 mm starken Schild ausgerüstet. Die Brückenaufbauten waren bis zu 100 mm stark gepanzert.

## Bewaffnung
Die Schiffsartillerie der Holland-Klasse bestand aus zwei 15-cm-Geschützen, sechs 12-cm-Geschützen, vier 7,6-cm-Geschützen und vier 1-pfd-Geschützen. Diese waren alle in Einzelaufstellung aufgestellt. Zusätzlich waren noch zwei Torpedorohre mit 45 cm Durchmesser verfügbar.

## Nachfolgerklasse
In den 1950er Jahren wurde eine neue Zerstörerklasse erneut Holland-Klasse genannt. Die vier Schiffe der Klasse wurden Holland (D808), Zeeland (D809), Noord-Brabant (D810) und Gelderland (D811) genannt.

## Einheiten
| Name                      | Bauwerft                                                        | Kiellegung                | Stapellauf                | Indienststellung          | Verbleib |
| Holland-Klasse (Baulos 1) | Holland-Klasse (Baulos 1)                                       | Holland-Klasse (Baulos 1) | Holland-Klasse (Baulos 1) | Holland-Klasse (Baulos 1) | Holland-Klasse (Baulos 1)                                                                                    |
| ------------------------- | --------------------------------------------------------------- | ------------------------- | ------------------------- | ------------------------- | --- |
| Holland                   | Rijkswerf, Amsterdam                                            | 1895                      | 4. Oktober 1896           | 1. Juli 1898              | 1920 außer Dienst gestellt.                                                                                  |
| Zeeland                   | NV Koninklijke Maatschappij De Schelde, Vlissingen              | 1895                      | 20. März 1897             | 11. Juni 1898             | 1924 außer Dienst gestellt.                                                                                  |
| Friesland                 | Nederlandsche Stoomboot Maatschappij, Rotterdam                 | 1895                      | 4. November 1896          | 16. Januar 1898           | 1913 außer Dienst gestellt.                                                                                  |
| Holland-Klasse (Baulos 2) |                                                                 |                           |                           |                           | |
| Gelderland                | Maatschappij voor Scheeps- en Werktuigbouw Fijenoord, Rotterdam | 1. November 1897          | 28. September 1898        | 15. Juli 1900             | Als Flakkreuzer Niobe am 16. Juli 1944 von russischen Flugzeugen versenkt, 1953 gehoben und abgebrochen.     |
| Noordbrabant              | NV Koninklijke Maatschappij De Schelde, Vlissingen              | 31. August 1897           | 17. Januar 1899           | 1. März 1900              | Am 17. Mai 1940 im Hafen von Vlissingen von der eigenen Mannschaft in Brand gesteckt und später abgebrochen. |
| Utrecht                   | Rijkswerf, Amsterdam                                            | 1897                      | 14. Juli 1898             | 1. März 1901              | 1913 außer Dienst gestellt.                                                                                  |